# Beatrice Masini
Beatrice Masini   (Milà, 1 d'abril de 1962) és escriptora, traductora i periodista, més coneguda per les seves traduccions a l'italià de les novel·les de Harry Potter. Les seves pròpies novel·les han estat nominades al Premi Strega el 2010 i al Premi Campiello el 2013.
Ha escrit més de vint llibres també per a adolescents i joves, i alguns destinats a un públic més adult. Ha rebut alguns premis a Itàlia: Premi Pippi, Premi Elsa Morante i Premi Andersen - El món de la infància com a millor autor.
Després de llicenciar-se en lletres clàssiques, va començar a treballar primer com a periodista a Il Giornale i després a La voce. A partir del 1995 va començar a col·laborar amb diverses editorials com a traductora i editora. En particular, és coneguda per traduir a l'italià els llibres de la saga Harry Potter del tercer al setè.
Des de 1996 és autora de llibres infantils, traduïts a diversos països, entre els quals destaquen La casa di bambole non si tocca (1998, Premi Castello Sanguinetto 1999), Signore e signorine corale greca (2002, premi Pippi 2004), La spada e il cuore – Donne della Bibbia (2009, premi Elsa Morante Ragazzi i Premi Andersen al millor autor), Il buon viaggio (2017) i Più grande la paura (2019). Entre els seus treballs posteriors s'inclouen Tentativi di botanica degli affetti (2013, finalista al Premi Campiello), I nomi che diamo alle cose (2016) i Le amiche che vorresti (e dove trovarle), amb F. Negrin (2019).
Entre els seus grans èxits professionals com a editora hi ha haver portat els llibres de la Saga del llegat de Christopher Paolini (Eragon i següents) a Itàlia. Durant molts anys va ser l'editora responsable de les novel·les infantils de l'editorial Rizzoli. Actualment és responsable dels drets internacionals de Bompiani.
Les seves obres han estat traduïdes a Alemanya, França, Espanya, Portugal, Gran Bretanya, Finlàndia, Corea, Països Baixos i als Estats Units. Les seves vacances ideals són estar-se a una butaca còmoda amb un munt de llibres a l'abast i la vista del llac per la finestra.

## Algunes de les seves obres publicades
En Italia.
- 1998. La casa di bambole non si tocca
- 1998. Se è una bambina, Fabbri[5]
- 2000. Giù la zip. La scuola è una guerra, Fabbri[6]
- 2002. Signore e signorine corale greca, Edizioni EL
- 2005. L'estate gigante, Fabbri[7]
- 2008. Olga in punta di piedi, Einaudi[8]
- 2009. La spada e il cuore – Donne della Bibbia
- 2010. Bambini nel bosco, Fanucci[9]
- 2013. Tentativi di botanica degli affetti. Bompiani
- 2014. La fine del cerchio, Fanucci[10]
- 2015. Siate gentili con le mucche, Editoriale[11]
- 2015. La cena del cuore. Tredici parole per Emily Dickinson,[12]
- 2016. I nomi che diamo alle cose
- 2016. Solo con un cane, Fanucci[13]
- 2016. I nomi che diamo alle cose,[14]
- 2016. La prima volta che, Il[15]
- 2017. Il buon viaggio
- 2017. Blu. Un'altra storia di Barbablù, Pelledoca[16]
- 2018. Ciao, tu, Fabbri[17]
- 2019. Più grande la paura
- 2019. Le amiche che vorresti (e dove trovarle)
- 2019. Storia di May piccola donna,[18]

En Català.
- El món del ballet
- Amb les puntes!
- Vells i nous amics
- Quin caràcter
- Un pas de ball
- Adivina qui sóc
- Una núvia graciosa, vistosa, preciosa
- Senyores i senyoretes. Coral grega

En Castellà
- Zapatillas Rosas
- Guapas, listas y valientes
- 101 buenas razones para leer